# Alexandru Lăpușneanu
Alexandru Lăpușneanu, ook Alexander IV van Moldavië, (1499 - 5 mei 1568) was heerser van het vorstendom Moldavië tussen 1552 en 1561 en opnieuw tussen 1563 en 1568. Hij kreeg de bijnaam van "slachter van de bojaren" maar was tegelijk een mecenas van de kunsten en van het religieuze leven. Alexander verplaatste in 1563 zijn hoofdstad naar Iași. Hij werd na zijn dood opgevolgd door zijn zoon Bogdan IV.

## Mecenaat
Hij was een groot kunstliefhebber en had kennis van de renaissance in de West-Europese kunst. In 1560 vroeg hij aan de doge van Venetië om hem Italiaanse schilders te sturen. Hij liet ook schilders uit Polen komen en voor fresco's in het klooster van Râşca engageerde hij de Griekse schilder Stamatello Cotronas uit Zante. Tegelijk bloeide een eigen, lokale schildersschool in Suceava. Hij liet de Moldavische kerk van Lviv, de bisschopskerk van Roman en de kerken van de kloosters van Râşca en Slatina beschilderen. Het klooster van Slatina werd door Alexander gesticht en tussen 1553 en 1554 liet hij het klooster van Bistrița afbreken en grootser heropbouwen. Hij deed ook belangrijke giften aan de kloosters op de Berg Athos en financierde de wederopbouw daar van het klooster van Dochiariou (1564-1568).